# Kings of Metal MMXIV
Kings of Metal MMXIV es el último álbum de estudio de la banda estadounidense Manowar, publicado en febrero de 2014. Es una regrabación del álbum Kings of Metal de 1988.

## Lista de canciones

### Disco Uno
1. "Hail and Kill MMXIV" - 06:13
2. "Kings of Metal MMXIV" - 03:42
3. "The Heart of Steel MMXIV" - 05:09
4. "A Warrior’s Prayer MMXIV" - 05:44
5. "The Blood of the Kings MMXIV" - 08:01
6. "Thy Kingdom Come MMXIV" - 04:06
7. "The Sting of the Bumblebee MMXIV" - 01:16
8. "Thy Crown and Thy Ring MMXIV" - 04:57
9. "On Wheels of Fire MMXIV" - 04:14
10. "Thy Crown and Thy Ring MMXIV" - 04:57
11. "The Heart of Steel MMXIV" - 04:50

### Disco Dos
1. "Hail and Kill MMXIV" - 06:13
2. "Kings of Metal MMXIV" - 03:42
3. "The Heart of Steel MMXIV" - 04:50
4. "The Blood of the Kings MMXIV" - 08:01
5. "Thy Kingdom Come MMXIV" - 04:07
6. "Thy Crown and Thy Ring MMXIV" - 04:57
7. "On Wheels of Fire MMXIV" - 04:14

## Créditos
- Joey DeMaio – bajo, teclado
- Eric Adams – voz
- Donnie Hamzik – batería
- Karl Logan – guitarra, teclado